# Reynosia domingensis
Reynosia domingensis är en brakvedsväxtart som beskrevs av Ignatz Urban. Reynosia domingensis ingår i släktet Reynosia och familjen brakvedsväxter. Inga underarter finns listade i Catalogue of Life.